# 合屋長英
合屋 長英（ごうや ながひで、1919年8月14日 - 2001年9月13日）は、日本の小児科学者。九州大学名誉教授。

## 経歴
福岡市医師会会長を務めた小児科医合屋友五郎の二男として福岡市に生まれる。1937年福岡県中学修猷館、1941年3月第七高等学校造士館理科甲類を経て、1944年九州帝国大学医学部卒業。
海軍軍医学校に入学するが、終戦後の1945年遠城寺宗徳教授の九州帝国大学小児科に入局。1954年6月、遠城寺から小児科教授を引き継いだ永山徳郎教授（「永山斑」発見者）のもとで助教授となり、1973年6月同教授に就任。1977年4月から1979年3月にかけて九州大学医学部附属病院院長を務める。
1980年9月に開院した福岡市立こども病院・感染症センター（現・福岡市立こども病院）の初代院長に就任（併任）し、1988年3月まで務める。
1983年4月九州大学を定年退官。その後、福岡市立こども病院・感染症センター院長を退任後の1988年4月から1992年3月にかけて、中村学園大学家政学部教授を務めている。
1993年勲二等瑞宝章を受章。2001年9月13日心不全のため死去。

## 編著
- 『医学生のための重点小児科学』 南山堂、1983年